# Інна Злідніс
Інна Злідніс (ест. Inna Zlidnis; нар. 18 квітня 1990, Таллінн, Естонська РСР) — естонська футболістка, нападниця угорського «Ференцвароша» та жіночої збірної Естонії.

## Клубна кар'єра
Розпочала кар'єру 2004 році (на той час гравчині виповнилося 14 років) в талліннській «ТКСК Віза». У 2006 році опинилася в складі правонаступника вище вказаного клубу, «Левадії» (Таллінн). У січні 2014 року перейшла в клуб другого дивізіону Німеччини «Блау-Вайс» (Нойєндорф), яку вона знову покинула влітку 2014 року після вильоту в Регіоналлігу. Наприкінці сезону перейшла у «Ференцварош». 

## Кар'єра в збірній
З 2007 року виступала за збірну Естонії, у футболці якої провела 83 матчі. Виступала на Універсіадах 2009, 2011 та 2013 років.

## Досягнення

### Клубні
«Левадія» (Таллінн)
- Чемпіонат Естонії
  -  Чемпіон (3): 2007, 2008, 2009

- Кубок Естонії
  -  Володар (1): 2009

«Ференцварош»
- Чемпіонат Угорщини
  -  Чемпіон (4): 2014/15, 2015/16, 2018/19, 2020/21[7]

- Кубок Угорщини
  -  Володар (6): 2015, 2016, 2017, 2018, 2019, 2021

### У збірній
- Балтійський кубок
  -  Володар (6): 2008, 2009, 2010, 2012, 2013, 2014

### Особисті
- Найкраща футболістка Естонії (4): 2016, 2017[8], 2019, 2021[9]